# 1913年美國
|        | 美國歷史 \| 美國歷史年表                                                                                                   |
| 世紀： | 19世紀美國 \| 20世紀美國 \| 21世紀美國                                                                                     |
| 年代： | 1880年代美國 \| 1890年代美國 \| 1900年代美國 \| 1910年代美國 \| 1920年代美國 \| 1930年代美國 \| 1940年代美國               |
| 年份： | 1909年美國 \| 1910年美國 \| 1911年美國 \| 1912年美國 \| 1913年美國 \| 1914年美國 \| 1915年美國 \| 1916年美國 \| 1917年美國 |
| 紀年： | 美国独立137周年 |

## 聯邦政府

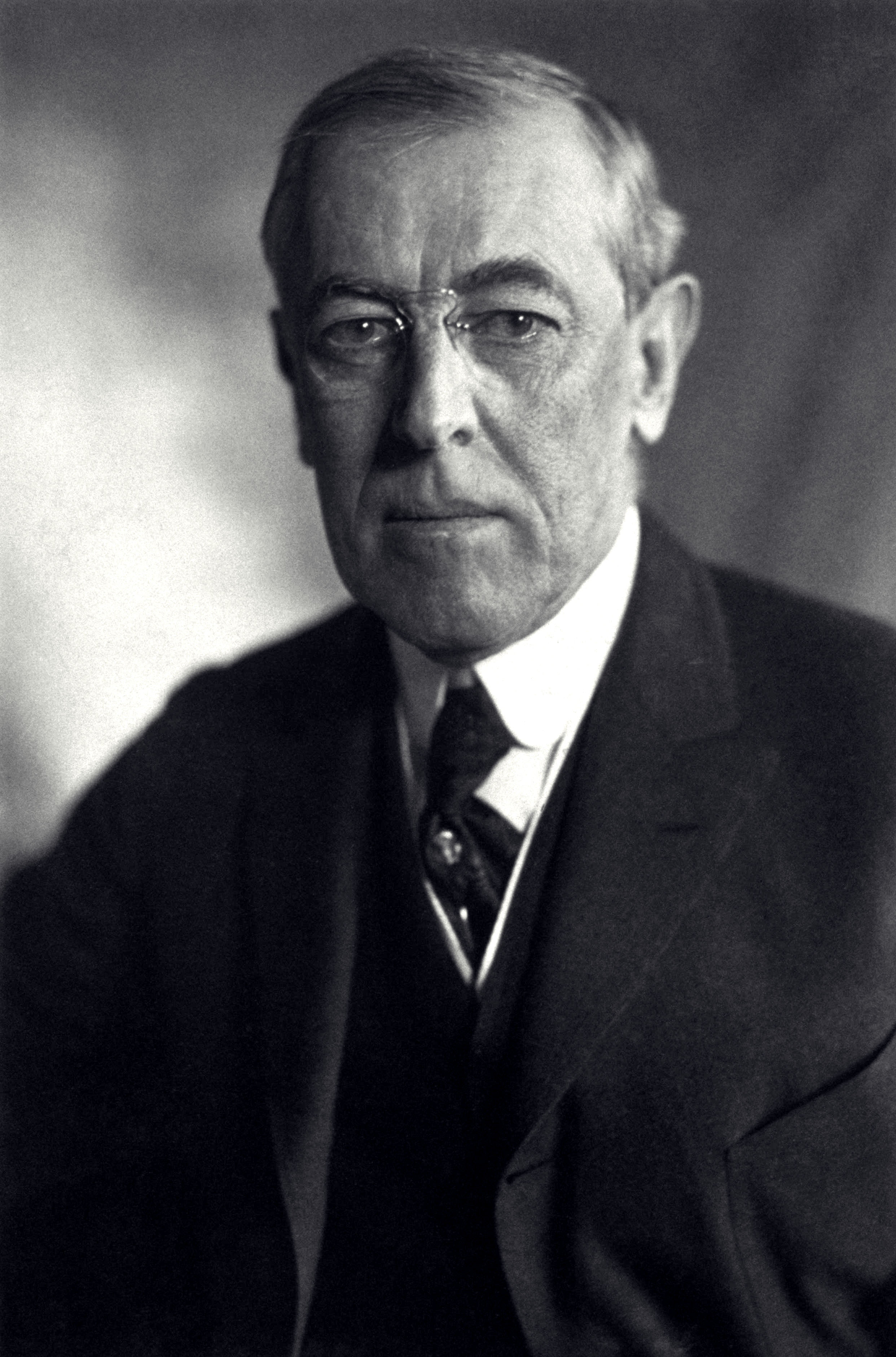
總統：伍德罗·威尔逊
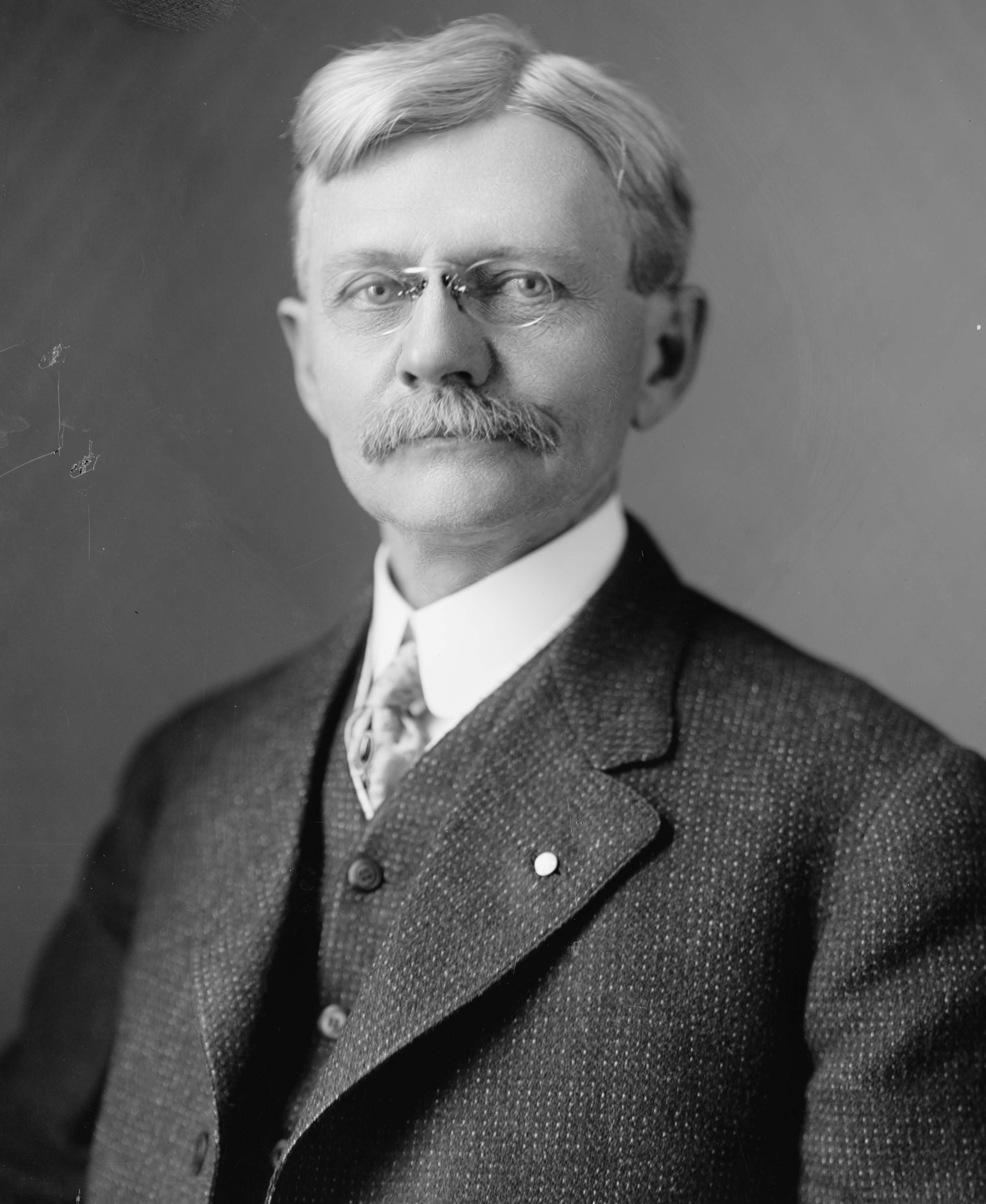
副總統：托马斯·R·马歇尔
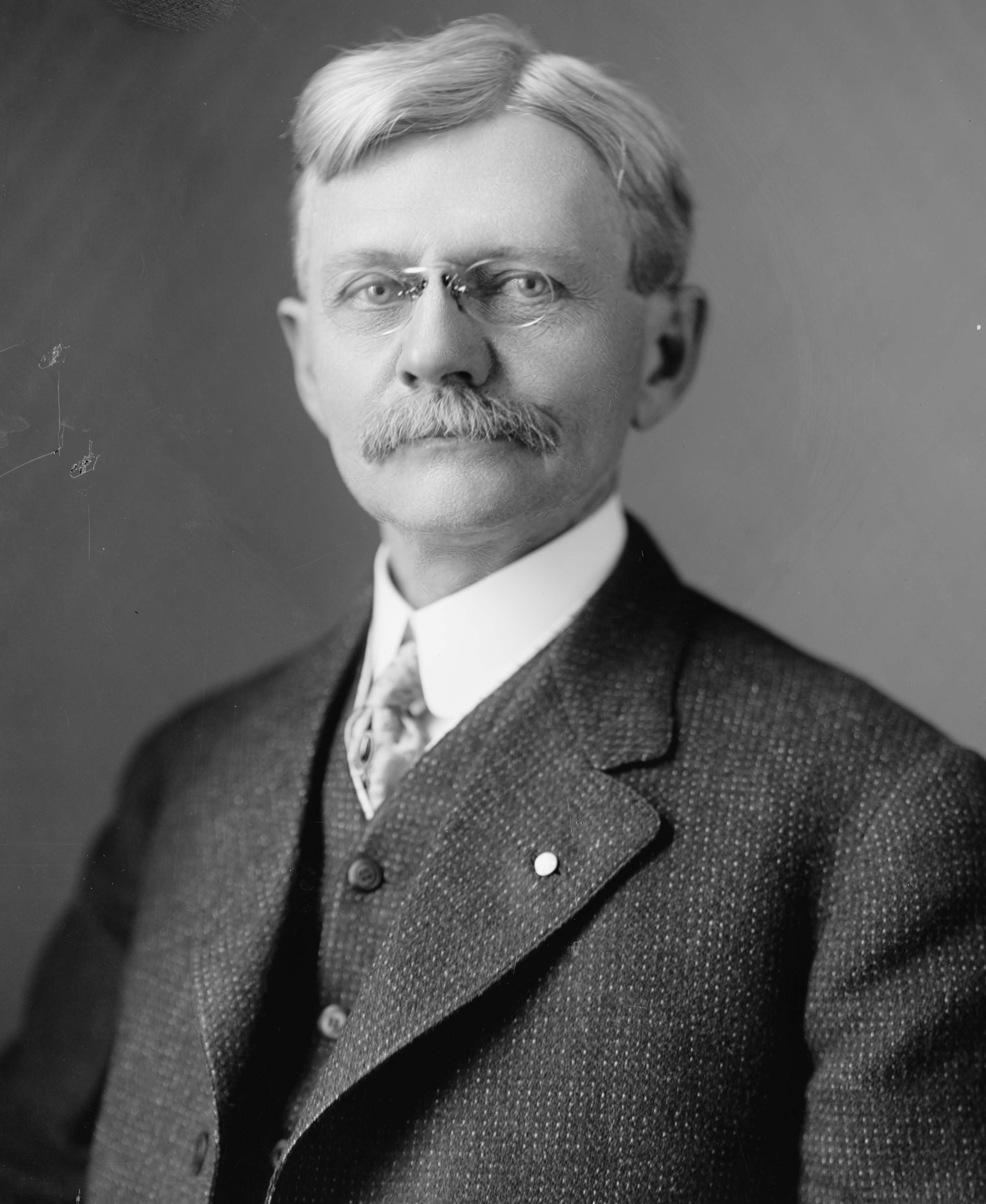
參議院議長：湯瑪斯·R·馬歇爾（副總統兼任）
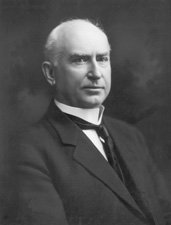
參議院臨時議長：詹姆斯·保羅·克拉克
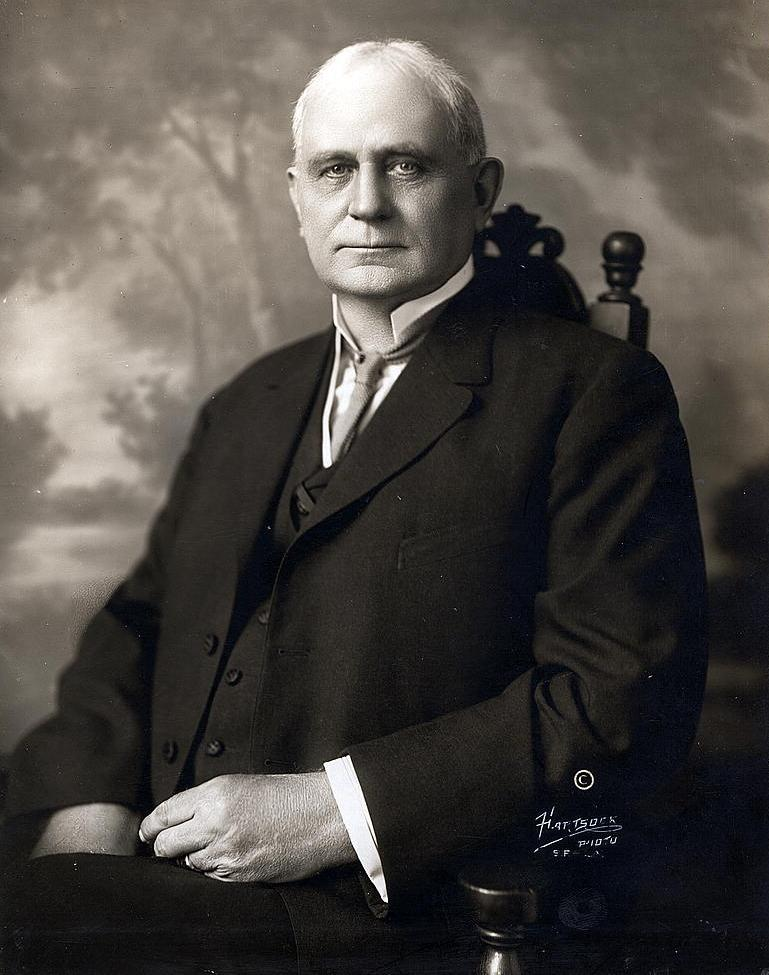
眾議院議長：查普·克拉克
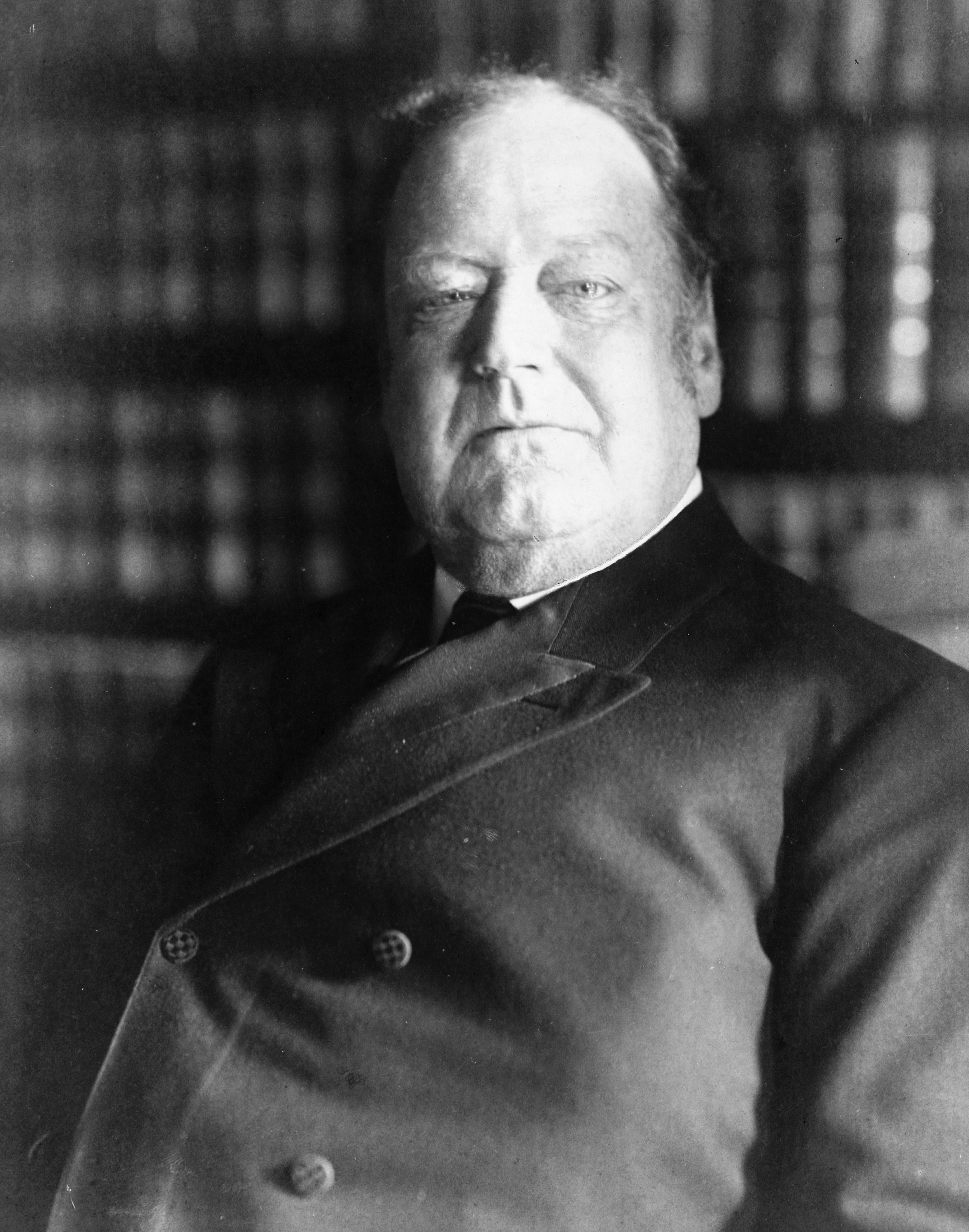
首席大法官：爱德华·道格拉斯·怀特

### 成員變動

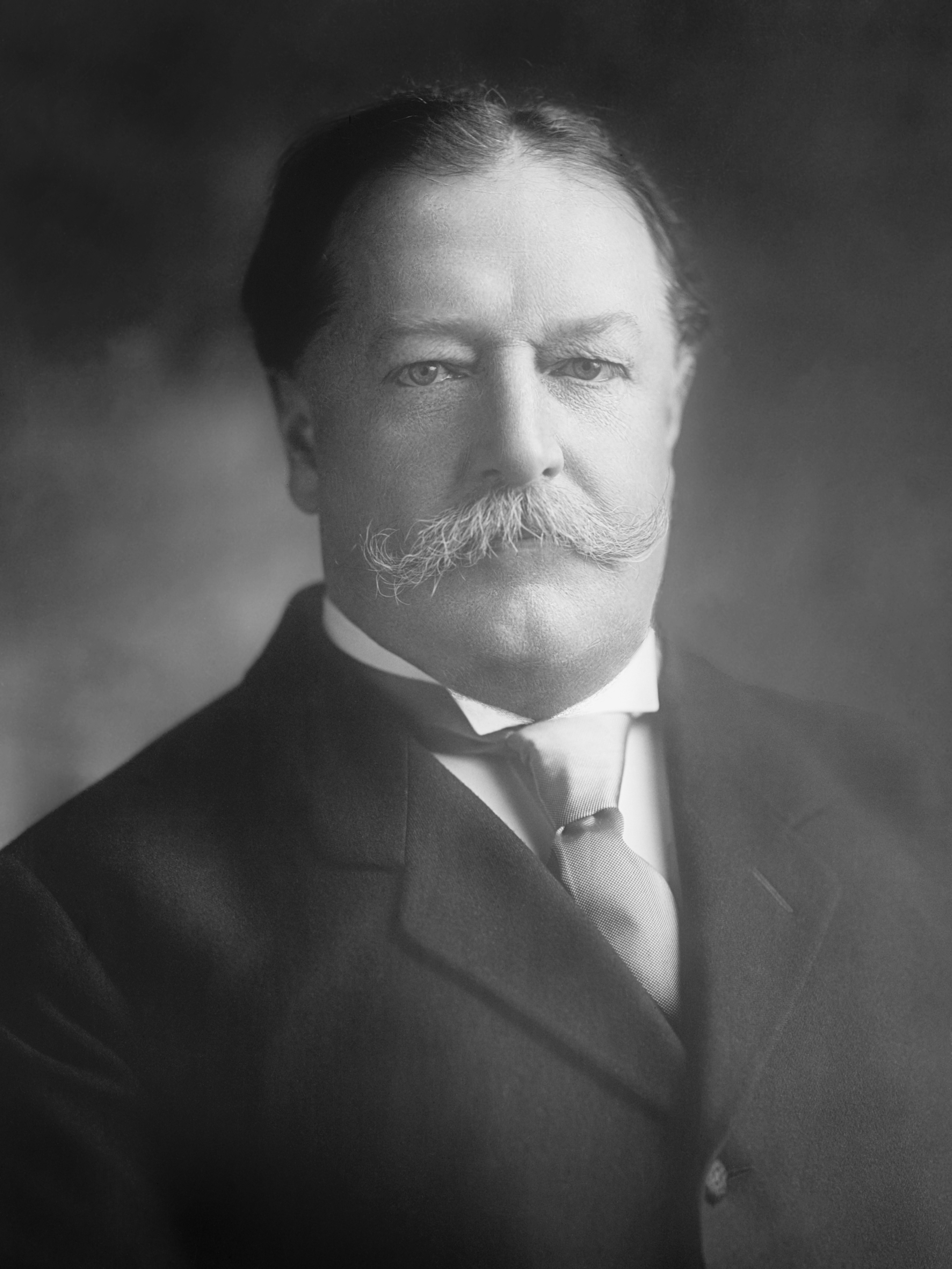
總統：威廉·霍华德·塔夫脱（任期屆滿）
副總統：空缺
參議院議長：空缺
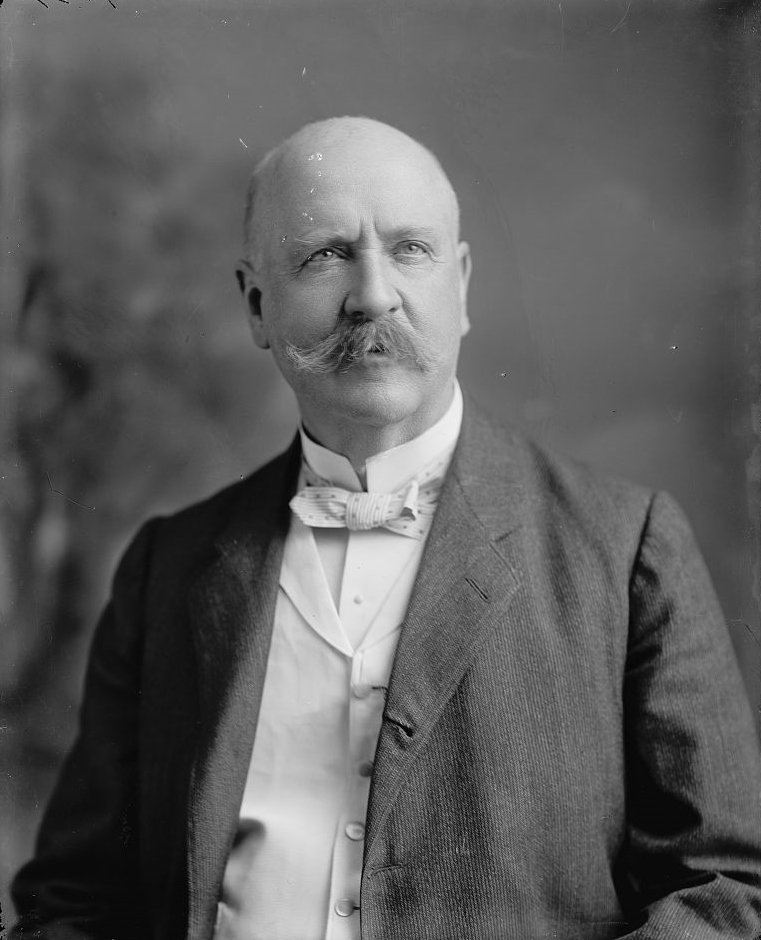
參議院臨時議長：奧古斯都·屋大維·培根（任期屆滿）
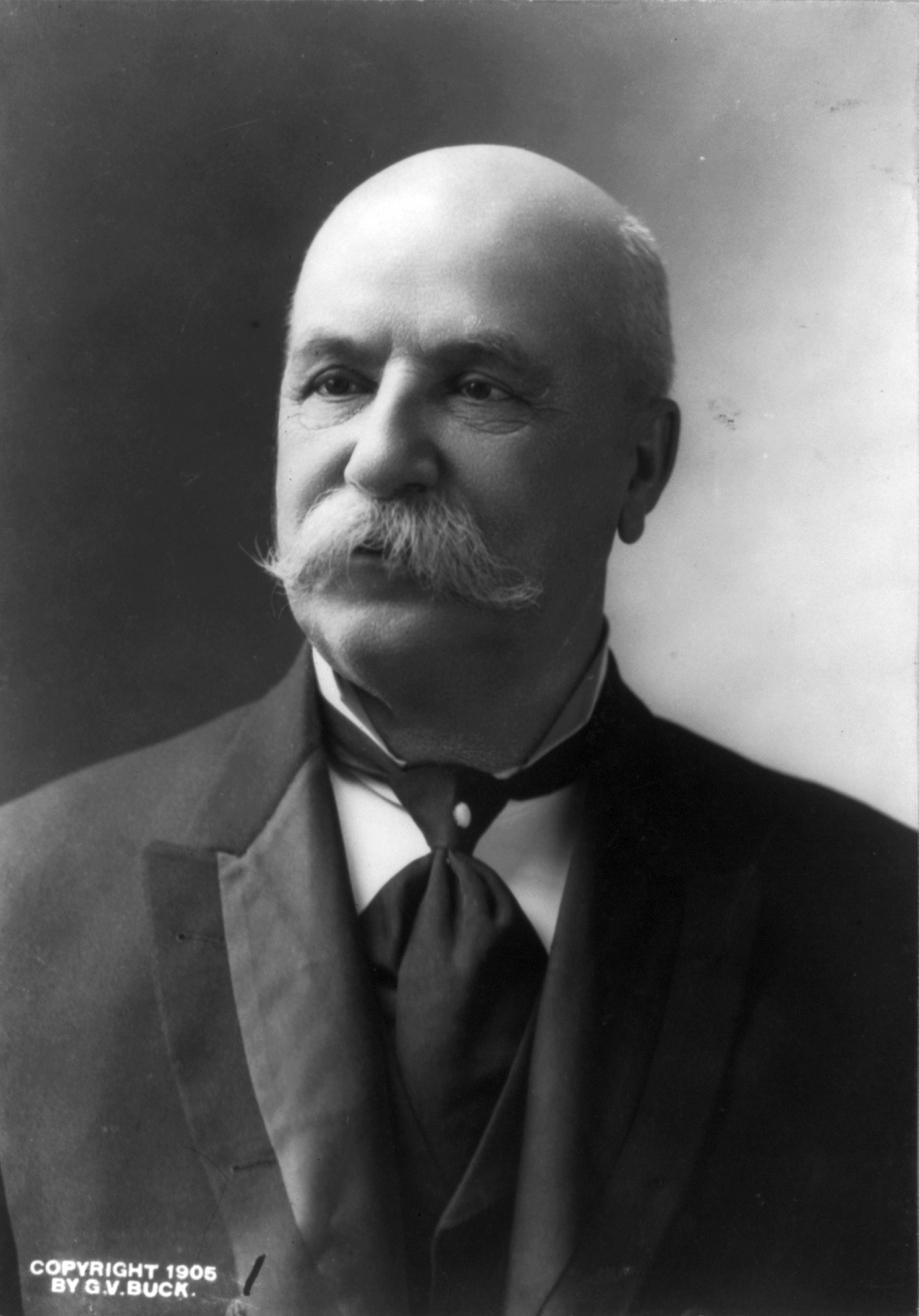
參議院臨時議長：雅各布·哈羅德·加林格（任期屆滿）

## 大事记
- 5月2日——美国率先承认新成立的中华民国政府。
- 10月7日——亨利·福特开始在车场用集装线路。

## 出生
- 1月9日——尼克森，美國第37任總統，因水門案辭職下台（1994年逝世）
- 2月4日——羅莎·帕克斯，美國黑人，民權運動者，因拒絕讓位給白人男性引起民權運動（2005年逝世）
- 7月14日——傑拉爾德·福特，美國第38任總統，接替尼克森（2006年逝世）
- 8月17日——马克·费尔特，曾任FBI副局長，為水門案關鍵人物「深喉嚨」（2008年逝世）
- 9月12日——杰西·欧文斯，美國黑人，美國運動員及民權運動領袖，於柏林奧運獲得金牌（1980年逝世）

## 逝世
- 3月31日——约翰·皮尔庞特·摩根